# Sisyropa prosopina
Sisyropa prosopina là một loài ruồi trong họ Tachinidae.